# 1847 en Belgique
Chronologie de la Belgique
- 1843
- 1844
- 1845
- 1846
- 1847
- 1848
- 1849
- 1850
- 1851

Cette page recense des événements qui se sont produits durant l'année 1847 en Belgique.

## Chronologie
- 7 juin : inauguration, à Bruxelles, du Théâtre des Galeries[1].
- 20 juin : ouverture au public des Galeries Saint-Hubert[1].

- juillet : parution du premier numéro de la revue La Flandre libérale.
- 26 juillet : le roi Léopold Ier nomme Hendrik Conscience professeur de flamand des princes[1].
- 8 août : élections législatives. Montée des libéraux[1].
- 12 août : constitution du cabinet libéral Rogier I[2].
- 12 octobre : la grave crise économique qui sévit en Flandre pousse le gouvernement à créer, au sein du ministère de l'Intérieur, un  « Bureau spécial pour les Affaires flamandes »[3].
- 6 novembre : publication du manifeste du Mouvement flamand par Hendrik Conscience et Ferdinand Augustin Snellaert.

« La Belgique se trouve dans une situation artificielle qui, sans aucun doute, constitue une menace constante pour l'existence même de la patrie. La majorité de la nation est dominée par l'autre partie, minoritaire. Bien que cette domination ne doive cependant pas être considérée comme intentionnelle de la part de l'autorité et de nos compatriotes wallons, elle est néanmoins un fait. »
- 4 décembre : à la Chambre, Charles Rogier présente un plan destiné à redresser l'économie flamande et enrayer la misère[3].

## Culture

### Architecture

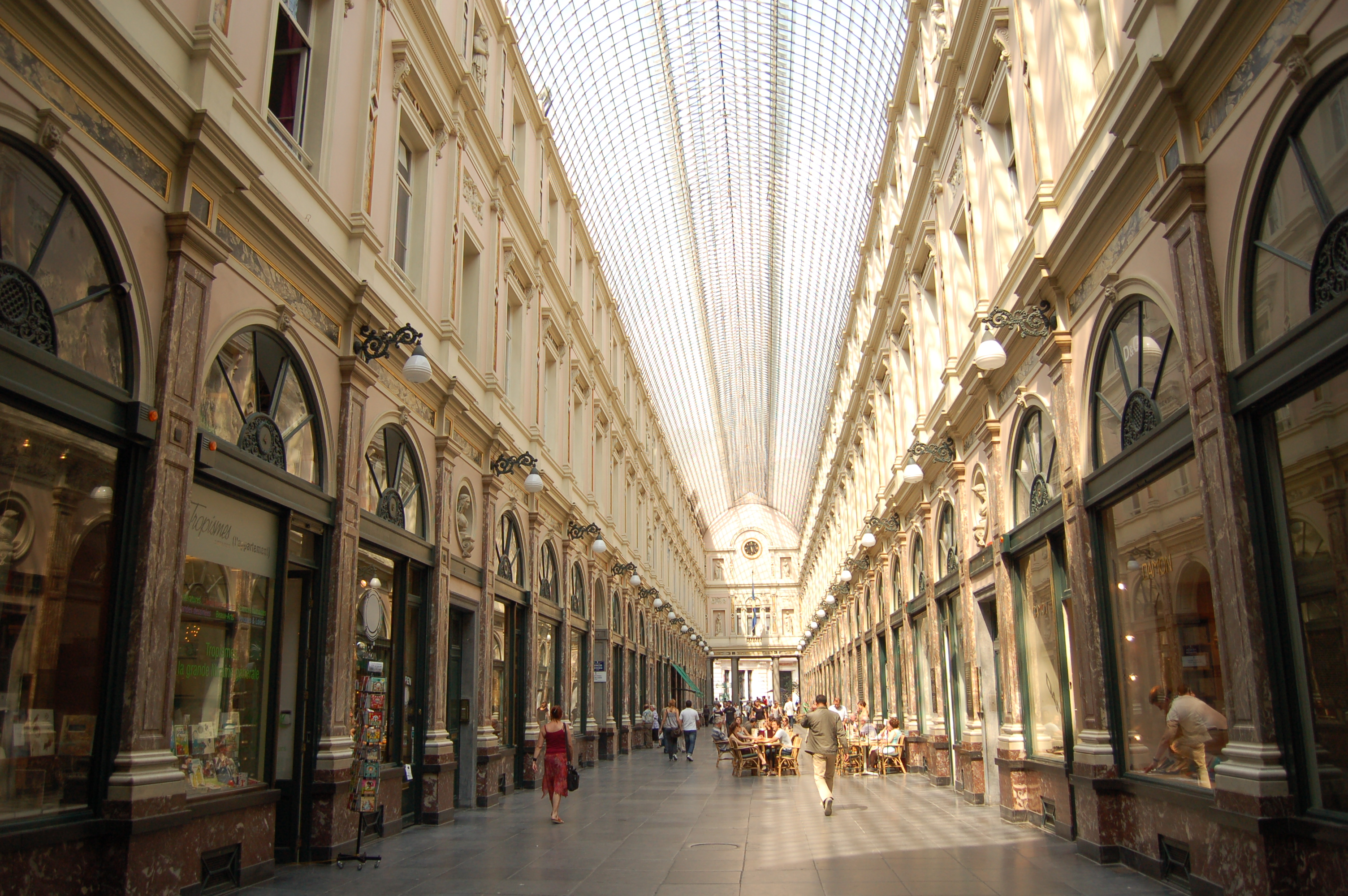
Galeries Saint-Hubert : Galerie du Roi
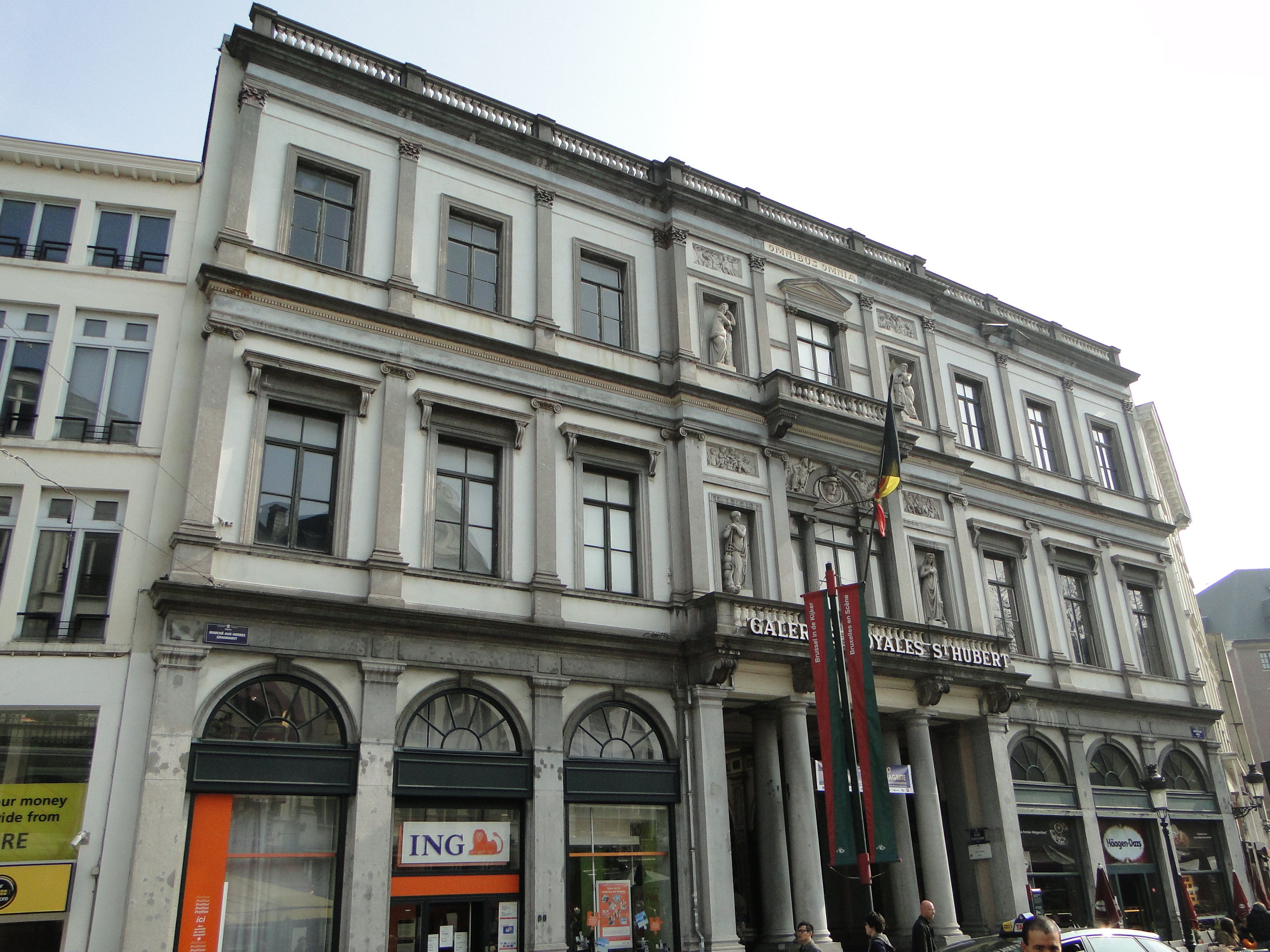
Galeries Saint-Hubert : façade principale
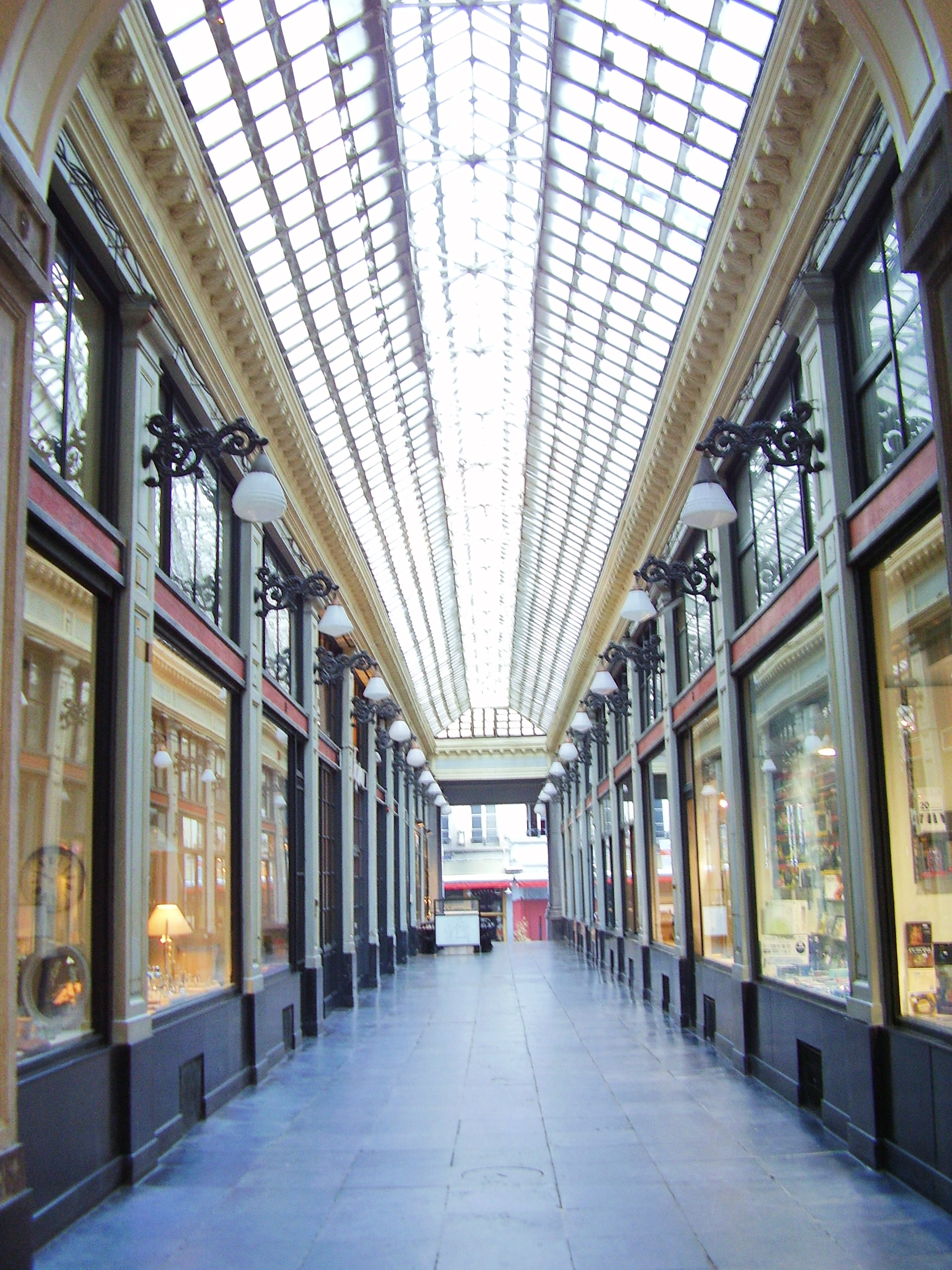
Galeries Saint-Hubert : Galerie des Princes

### Peinture
Le prix de Rome belge de peinture est attribué à Joseph Stallaert.

## Naissances
- 9 avril : Léon Mignon, sculpteur.
- 24 avril : Louis Canivez, compositeur, chef d'orchestre.
- 27 août : Édouard Descamps, avocat, homme politique.
- 22 septembre : Félix Govaert, homme politique.
- 9 octobre : André Dumont, ingénieur, professeur de géologie à l'UCL.
- 16 octobre : Hippolyte Lippens, avocat, homme d'affaires, homme politique.
- 18 décembre : Léon Brouwier, homme politique.

## Décès
- 19 mars : Karel Lodewijk Ledeganck, poète d'expression néerlandaise (° 9 novembre 1805).
- 1er avril : Louis Joseph Ghislain Parmentier, botaniste, rosiériste.